# 8040 Utsumikazuhiko
8040 Utsumikazuhiko este un asteroid din centura principală de asteroizi.

## Descriere
8040 Utsumikazuhiko este un asteroid din centura principală de asteroizi. A fost descoperit pe 16 septembrie 1993 la Kitami de Kin Endate și Kazuro Watanabe. Asteroidul prezintă o orbită caracterizată de o semiaxă mare de 2,55 ua, o excentricitate de 0,17 și o înclinație de 5,9° în raport cu ecliptica.